# Придњепарска Украјина
Украјина (укр. Україна, рус. Укра́ина, лат. Ucraina; још позната као Придњепарска Украјина, Средње Придњепарље, Кијевска Украјина) је историјска област, која се налази у данашњој средњој и југоисточној Украјини, простире се источно од Подоља и Волиња, између Буга и Ворскла, на басену ријеке Дњепар, до 1783. године (друга подјела Пољске) је била дио Пољско-литванске државне заједнице.
Појам Украјина као заједничка именица је кориштен у средњем вијеку и означава пограничне дијелове географских област. До краја 16. вијека појам украјина није имао званичан карактер и једноставно је означавао „пограничне“ приватне посједе, који су били под управом различитих држава.
Појам Украјина се први пут јавио у Кијевском љетопису, који описује догађаје из 12. вијека. Описујући смрт Владимира Глебовича, кнеза Перејаславског, аутор текста је написао, да је након његове смрти „ѡ нем же оукраина много постона“. Послије ових догађаји из 1189. године, Украјином се назива земља између Буга и Дњестра.
Као властита именица Украјина се први пут користи у Пољско-литванској државној заједници 1590. године на засједању Сејма у складу са пројектом Јана Замојског: Porządek ze strony Niżowców i Ukrainy. Тиме је подијели земљу на војводства: Кијевско и Брацлавско. У периоду између Пољановског мира (1634) и Вјечитог мира (1686) у састав територије која је назива Украјина налазило се и Черниговско војводство. На мапи из 1613. године коју је израдио Томаш Маковски у Амстердаму, област десне обале Дњепра означена је као Нижняя Волынь, которыя назвается Украиной или Низом. Исти аутор је 1651. године издао другу мапу на којој је Украјина означена на територији од Дњепра до Јужног Буга. На прелазу из 16. у 17. вијек назив „Украјина“ је означао рубни ток средњег и доњег Дњепра.

## Историја
У раном средње вијеку ову област су углавном насељавала источнословенска плема: Деревљани, у долини ријеке Случ са главним градовима Овруч и Коростењ, источни Пољани, који су насељавали обје обале средњег Дњепра, и Улићи, између Дњестра и Прута.

## Управна подјела
У периоду од 16. до 17. вијека географска област Украјина се састојала из Кијевског и Брацлавског војводства Пољско-литванске државне заједнице, а између 1634. и 1686. године је и Черниговско војводство било дио ње. Главни градови: Кијев, Гадјач, Полтава, Чигирин и Житомир.
- Грб Кијевског војводства.
- Грб Брацлавског војводства.
- Грб Черниговског војводства